# ميدواي للألعاب
شركة ميدوي للألعاب (بالإنجليزية: Midway Games)‏، هي شركة أمريكية سابقة لإنتاج وتطوير ألعاب الفيديو، وهي مالكة العلامة التجارية لعدة ألعاب منها مورتال كومبات، Rampage، Spy Hunter، NBA Jam وغيرها.
حصلت ميدوي أيضًا على حقوق ألعاب الفيديو التي طورتها في الأصل شركتي صناعات دبليو إم إس و ألعاب أتاري [الإنجليزية] مثل ألعاب Defender و Joust و Robotron 2084 و Gauntlet و Rush series.
تأسست الشركة باسم Midway Manufacturing عام 1958 كشركة مصنعة لألعاب الترفيه. في عام 1969 استحوذت عليها شركة Bally Manufacturing أطلقت عليها اسم Bally Midway. في عام 1973 انتقلت ميدوي إلى صناعة الترفيه التفاعلي حيث طورت ونشرت ألعاب فيديو الصالات. حققت الشركة أول نجاح لها في التوزيع الأمريكي للعبة Space Invaders في عام 1978. ثم قامت شركة Bally بدمج قسم لعبة الكرة والدبابيس الخاص بها في ميدوي في عام 1982. 
أعلنت الشركة إفلاسها رسمياً عام 2009 وأنهت التسجيل العام لأوراقها المالية في يونيو 2010.